# Matteröds kyrka
Matteröds kyrka är en kyrkobyggnad som tillhör Tyringe församling i Lunds stift. Kyrkan ligger i Matteröds socken i Hässleholms kommun.

## Kyrkobyggnaden
Ursprungliga stenkyrkan i romansk stil uppfördes någon gång i början av 1200-talet. 1805 breddades kyrkan mot norr och fick en närmast kvadratisk planform. Sitt nuvarande utseende fick kyrkan vid en ombyggnad 1897-1898 då ett kyrktorn med hög spira uppfördes. Samtidigt revs vapenhuset och klockstapeln och en liten kyrkklocka från 1599 flyttades upp i tornet där även en nyinskaffad storklocka hängdes upp. Vid ombyggnaden revs även det ursprungliga östpartiet och ersattes med en ny absid.
Under början 1930-talet målades kyrkorummet grått och en stjärnhimmel i sakristians tak målades över. Samtidigt införskaffades nuvarande bänkinredning.

## Inventarier

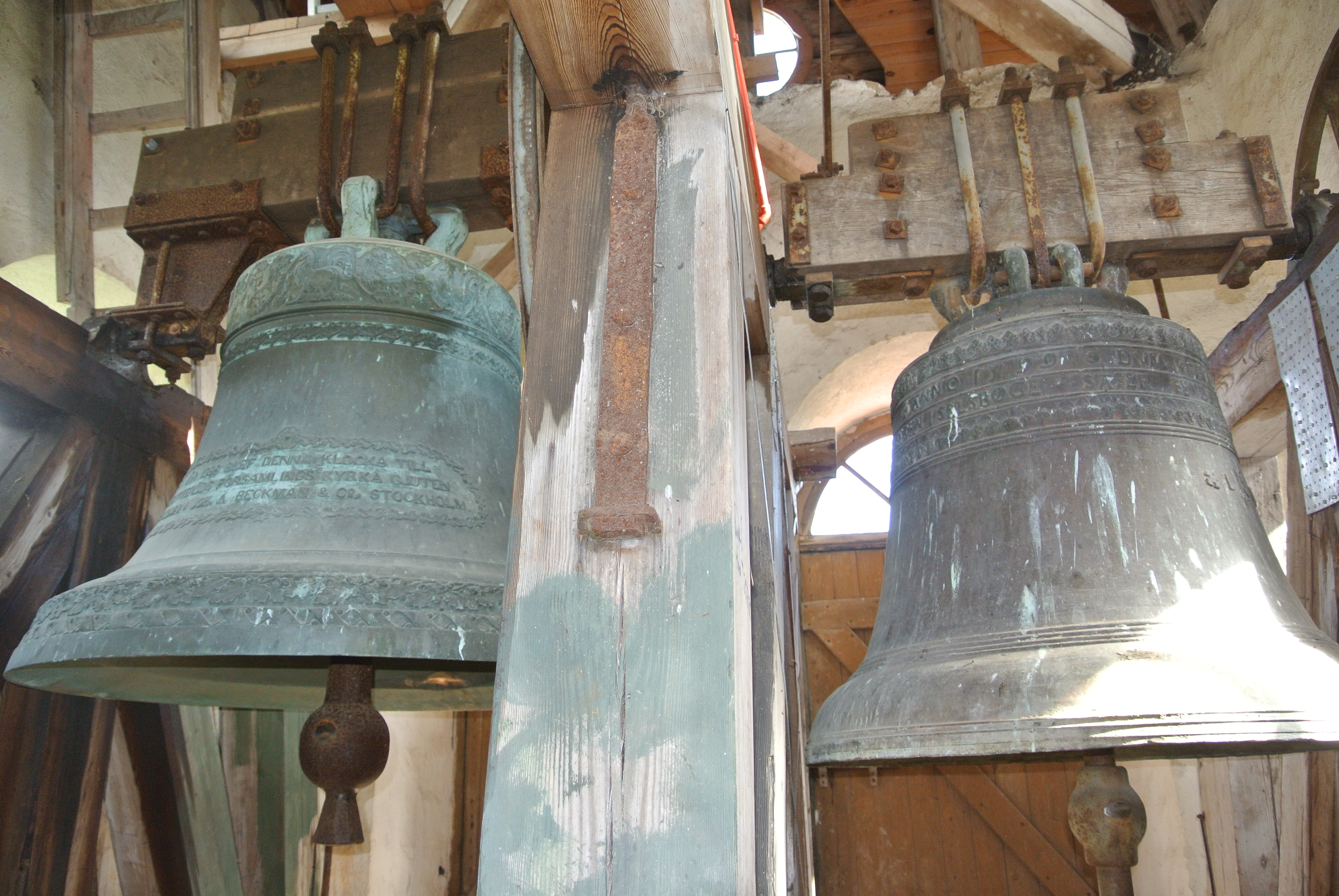
Klockorna

- KlockornaAv en dopfunt från 1100-talet återstår fundamentet som är av sandsten och troligen är från Gotland.
- Altaruppsatsen är tillverkad på 1750-talet av träsnidaren Johan Ullberg. Dess centralmotiv är Jesu måltid med lärjungarna.
- Predikstolen med baldakin är tillverkad 1755 av Johan Ullberg.
- I koret finns en skriftestol som bär årtalet 1757 och som möjligen är från Johan Ullbergs verkstad.
- På södra väggen finns en tavla utförd av bygdemålaren Anders Dahlman på 1800-talet. Tavlans motiv är: Abrahams offer av Isak (Första Moseboken 22).

## Orgeln
- 1898 byggdes en orgel av Gotthilf Magnus Liljeberg, Karlskrona med 8 stämmor.
- 1961 byggdes en ny orgel med elva stämmor av orgelfirman Olof Hammarberg, Göteborg. Fasaden är från orgeln byggd 1898. Orgeln är mekanisk och har följande disposition:

| Huvudverk I   | Svällverk II      | Pedal       | Koppel |
| Gedakt 8’     | Rörflöjt 8’       | Subbas 16’  | I/P    |
| Principal 4’  | Spetsflöjt 4’     | Koralbas 4’ | II/P   |
| Blockflöjt 2’ | Kvintadena 4’     |             | II/I   |
| Regal 8’      | Principal 2’      |             |        |
|               | Mixtur 3 chor     |             |        |
|               | Crescendosvällare |             |        |

### Webbkällor
- Tyringe kyrkliga samfällighet
- Demografisk Databas Södra Sverige
- Wikimedia Commons har media som rör Matteröds kyrka.